# Psychopsis papilio
Psychopsis papilio là một loài thực vật có hoa trong họ Lan. Loài này được (Lindl.) H.G.Jones miêu tả khoa học đầu tiên năm 1975.

## Hình ảnh

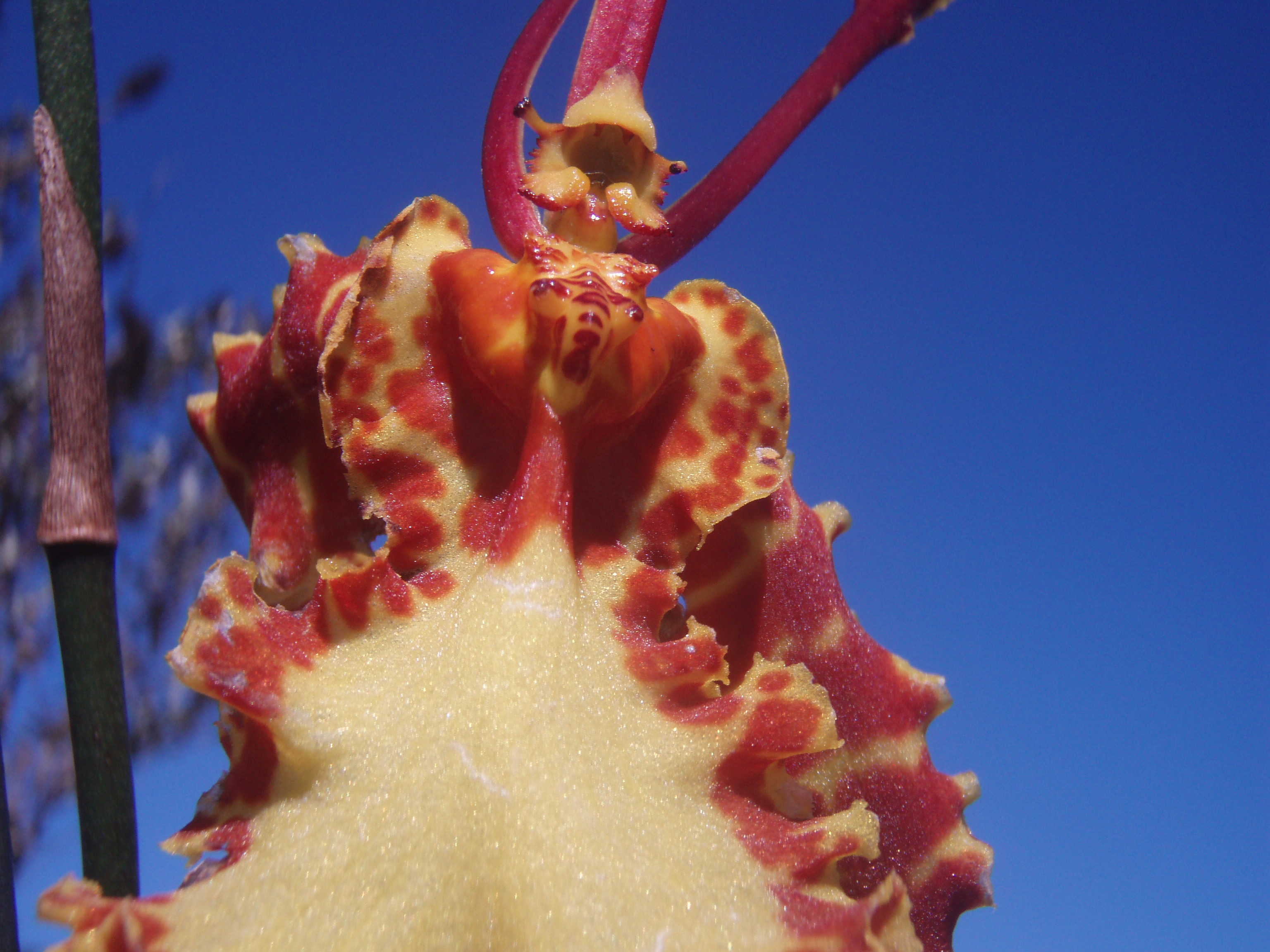
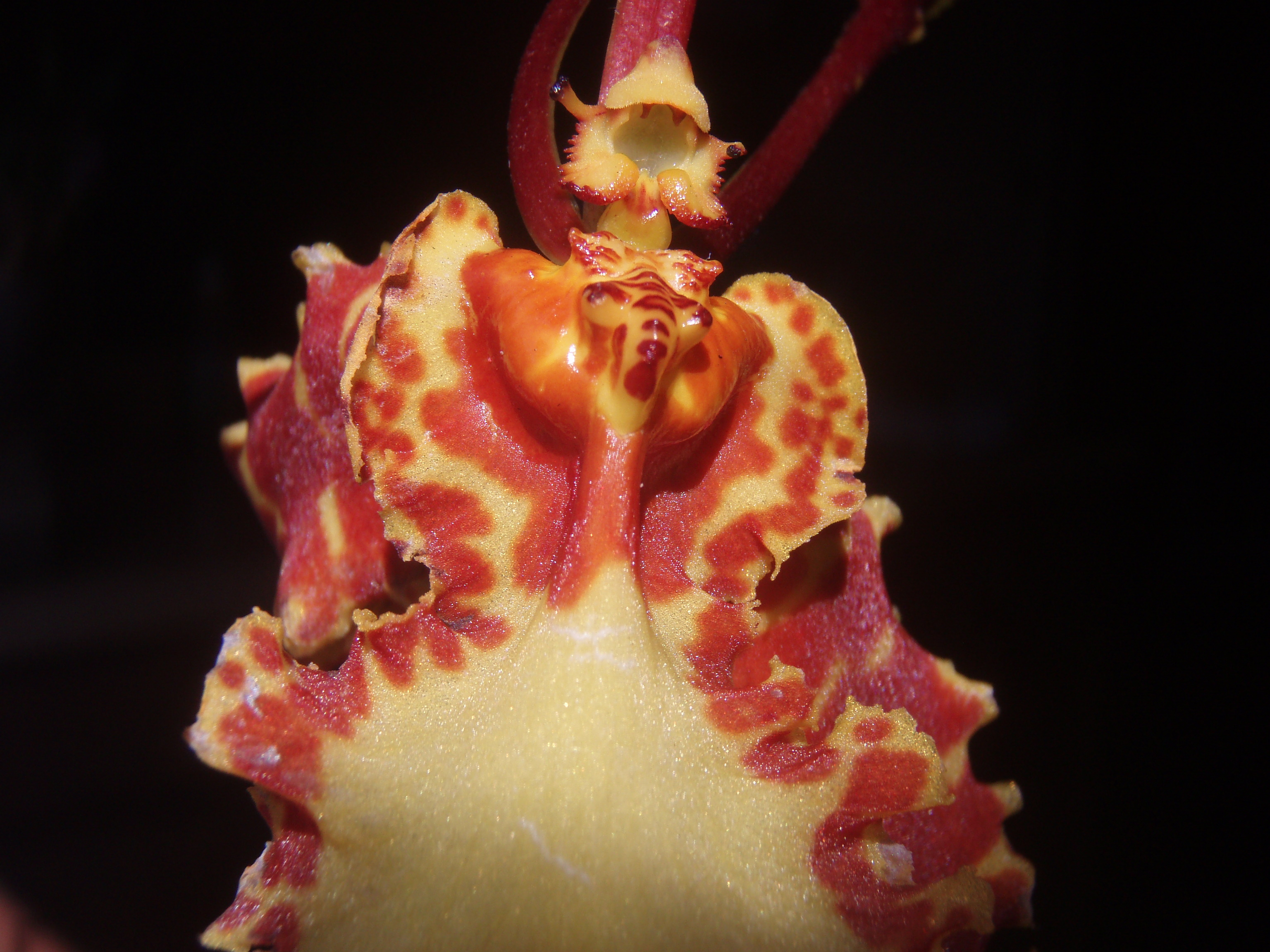
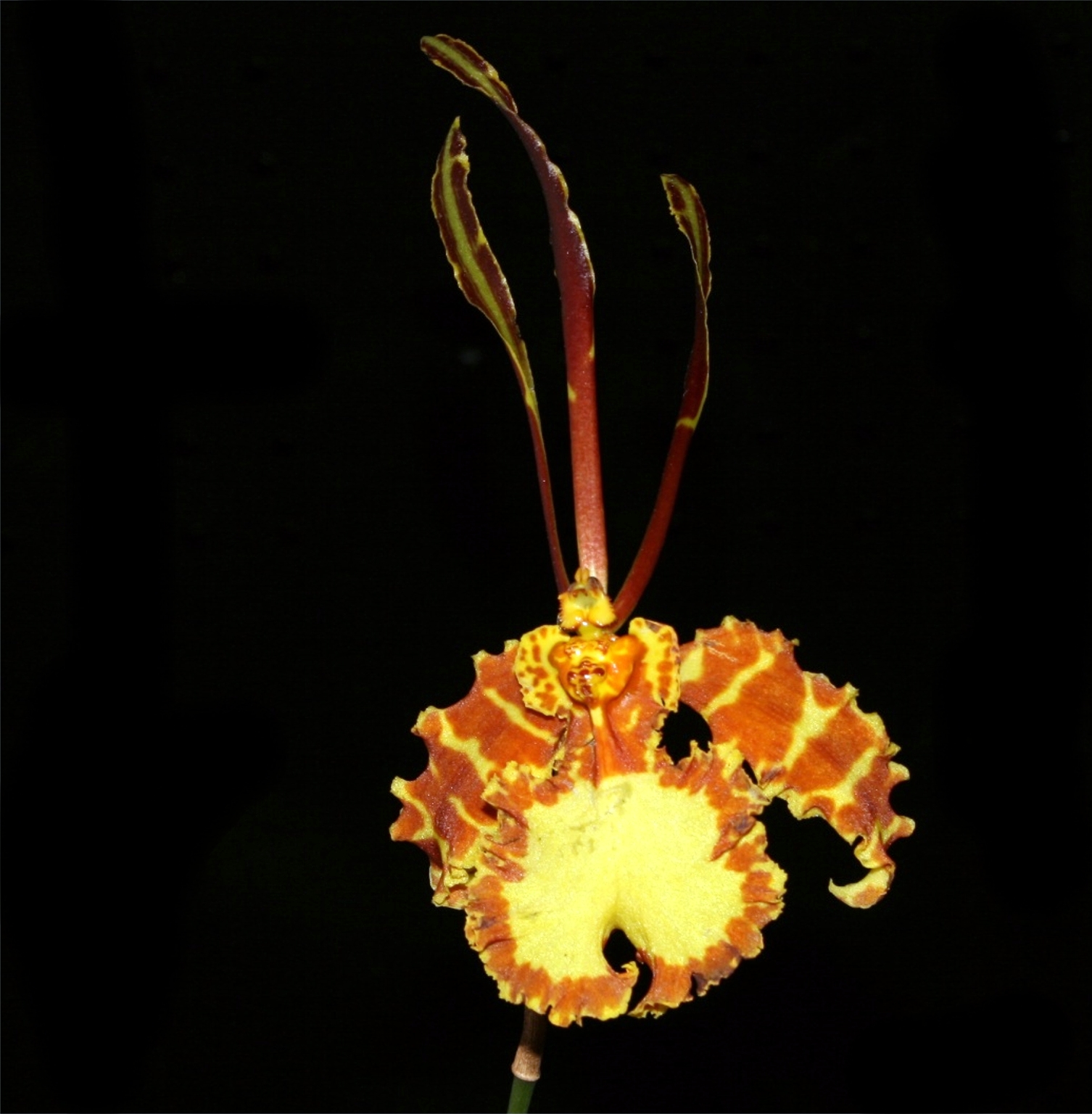
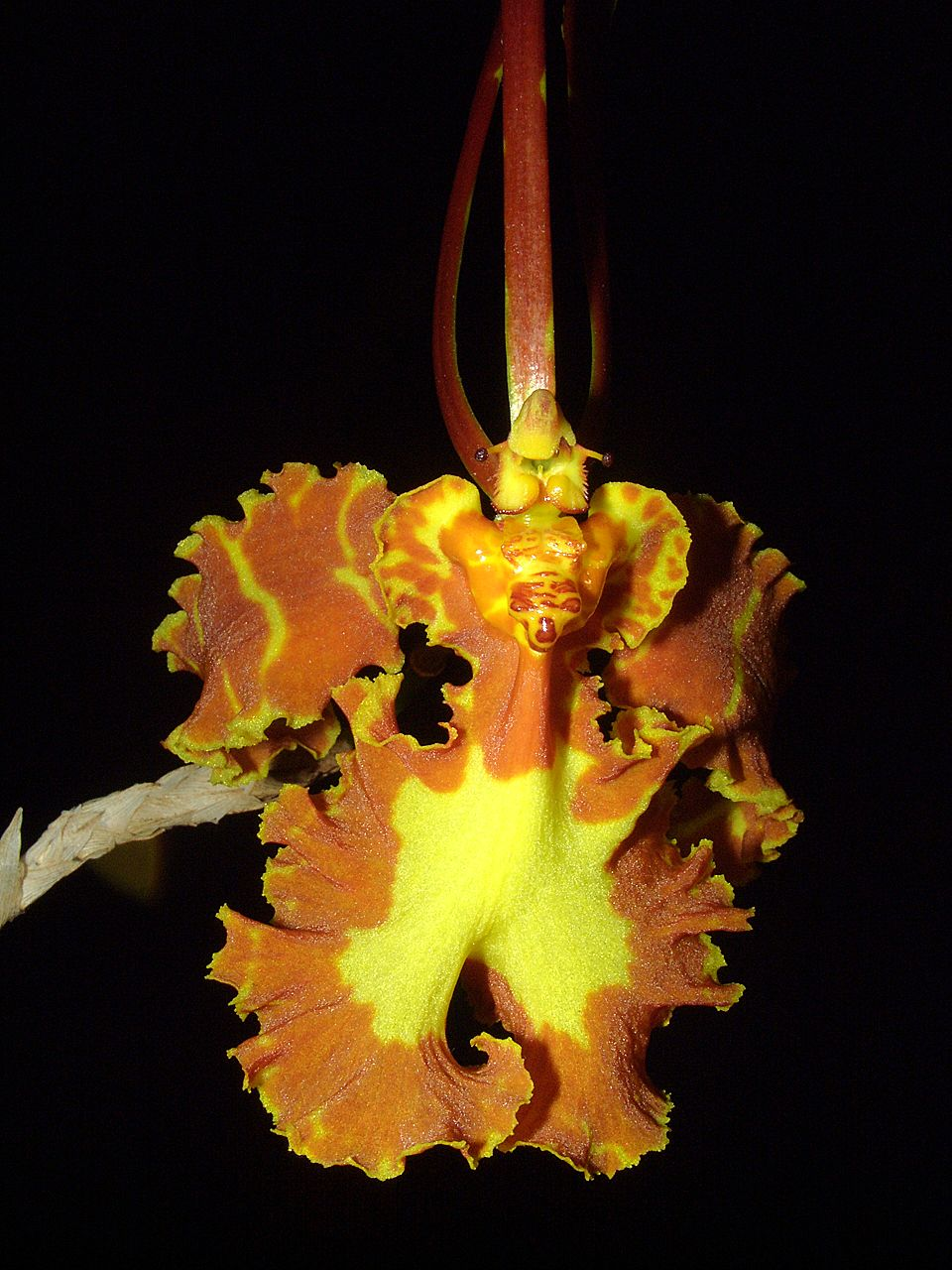